# Benquerencia de la Serena
Benquerencia de la Serena là một đô thị trong tỉnh Badajoz, Extremadura, Tây Ban Nha. Dân số 969 người và diện tích 102.64 km².